# جانان (فیلم)
جانان فیلمی ایرانی به کارگردانی کامران قدکچیان، نویسندگی فرهاد توحیدی و تهیه‌کنندگی محمد نجیبی محصول سال ۱۳۹۷ است. بازیگران این فیلم امین حیایی، مژگان بیات، پروانه معصومی، بیژن بنفشه‌خواه، سحر زکریا، مهران رجبی و چنگیز وثوقی هستند. این فیلم از ۱۶ مرداد ۱۳۹۸ در سینماهای ایران اکران شده‌است.

## خلاصه داستان
دختر پرشوری به نام جانان لا به لای صفحات یک کتاب قدیمی یک نامه عاشقانه پیدا می‌کند. نامه‌ای که روایت عشق تلخ مهرانگیز و علی آیرام است. جانان تصمیم می‌گیرد که نامه را در صفحه فیسبوکش منتشر کند. مهرانگیز داستان به سراغ جانان می‌آید تا به کمک او نشانی از عشق قدیمی‌اش پیدا کند.

## بازیگران
- امین حیایی
- مژگان بیات
- پروانه معصومی
- بیژن بنفشه‌خواه
- سحر زکریا
- مهران رجبی
- چنگیز وثوقی